# Egretă mare
Egreta mare (Ardea alba) este o pasăre mare din familia Ardeidae, care este larg răspândită. Cele patru subspecii se găsesc în Asia, Africa, America și sudul Europei. Recent, s-a răspândit și în zonele mai nordice ale Europei. Distribuită în majoritatea regiunilor tropicale și temperate calde ale lumii, această specie construiește cuiburi în copaci, în colonii, în apropierea apei.

## Taxonomie
Egreta mare a fost descrisă oficial în 1758 de naturalistul suedez Carl Linnaeus în cea de-a zecea ediție a lucrării sale Systema Naturae sub numele binomial Ardea alba. El a specificat localitatea tip ca fiind Europa.
Denumirea științifică provine din latinescul ardea, „stârc”, și alba, „alb”.
Ca toate egretele, este membru al familiei stârcilor, Ardeidae. În mod tradițional clasificate împreună cu berzele în Ciconiiformes, Ardeidae sunt rude mai apropiate de pelicani și aparțin în schimb Pelecaniformes. Egreta mare — spre deosebire de egretele tipice — nu aparține genului Egretta, ci împreună cu stârcii mari este astăzi plasată în Ardea. Cu toate acestea, în trecut a fost uneori plasată în Egretta sau separată într-un gen monotipic Casmerodius.

### Subspecii
În diferite părți ale lumii se găsesc patru subspecii, care diferă foarte puțin. Cea mai mică subspecie, A. a. modesta, provine din Asia și Australasia și unii taxonomiști o consideră o specie cu drepturi depline, egreta mare de est (Ardea modesta), dar majoritatea oamenilor de știință o tratează ca pe o subspecie.
- Ardea alba alba Linnaeus, 1758 – întâlnită în Europa și în Palearctica
- Ardea alba egretta Gmelin, JF, 1789 – întâlnită în America
- Ardea alba melanorhynchos Wagler, 1827 – întâlnită în Africa
- Ardea alba modesta Gray, JE, 1831 – întâlnită în India, Asia de Sud, Asia de Est și Oceania

## Galerie

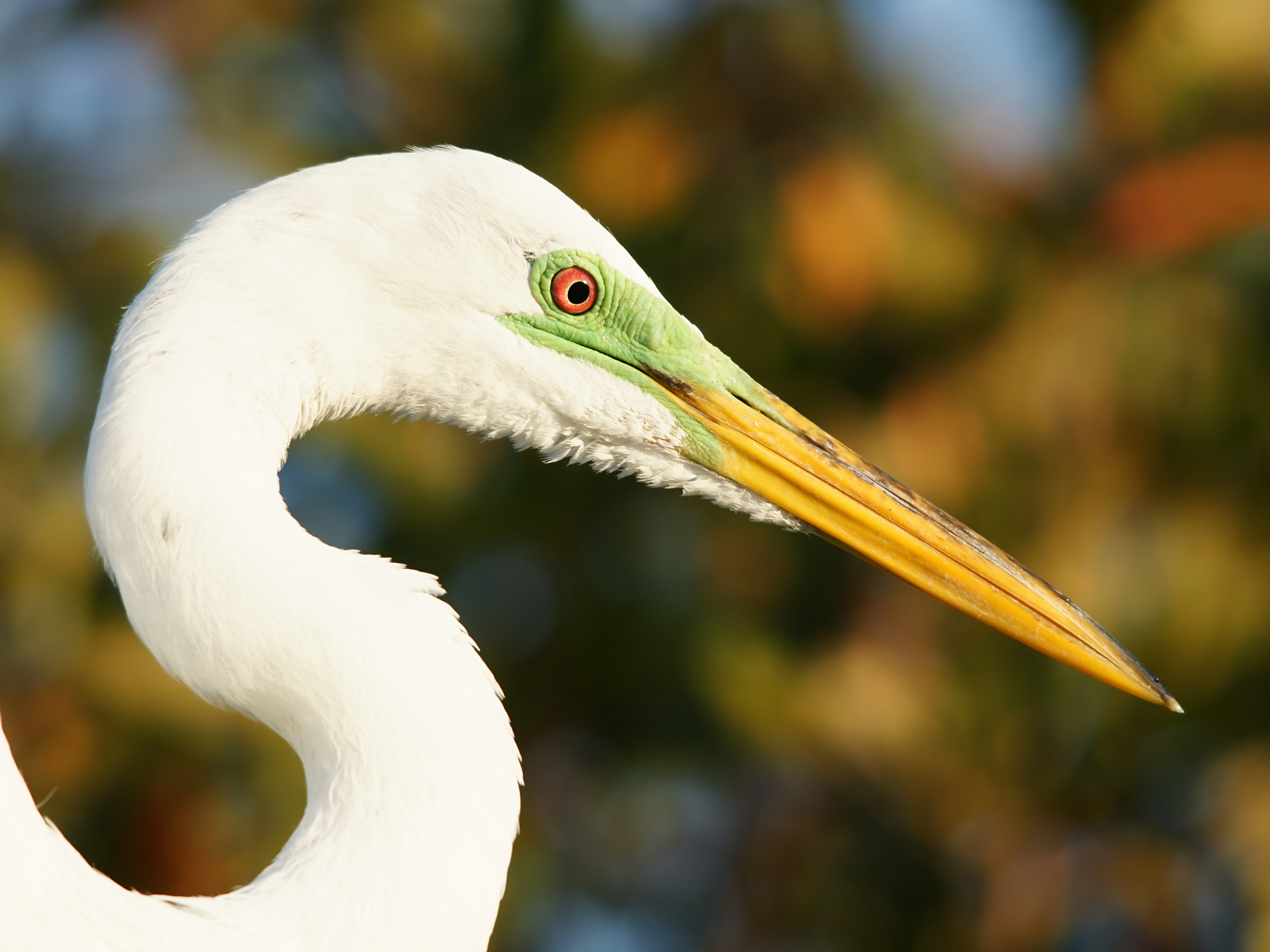
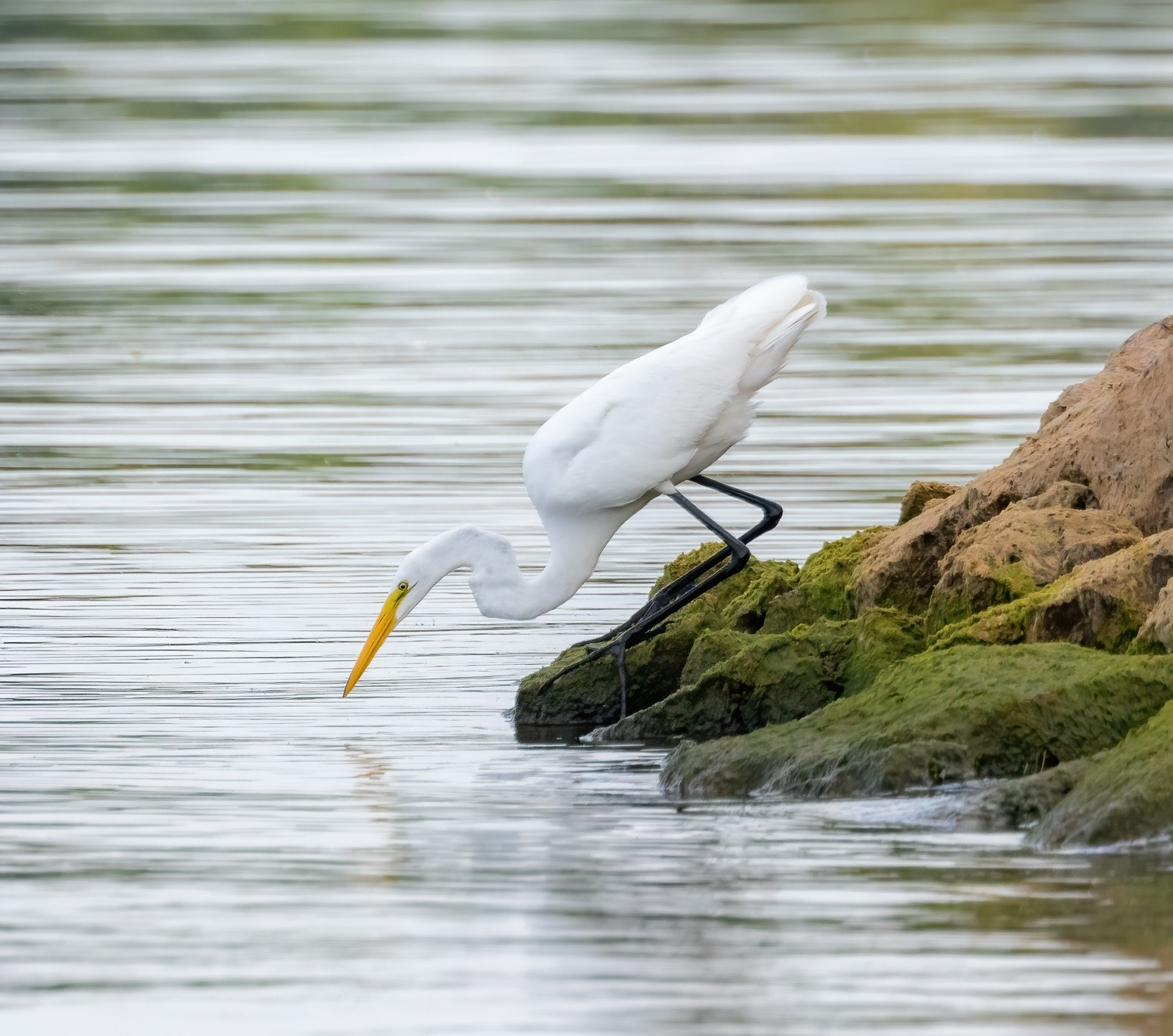
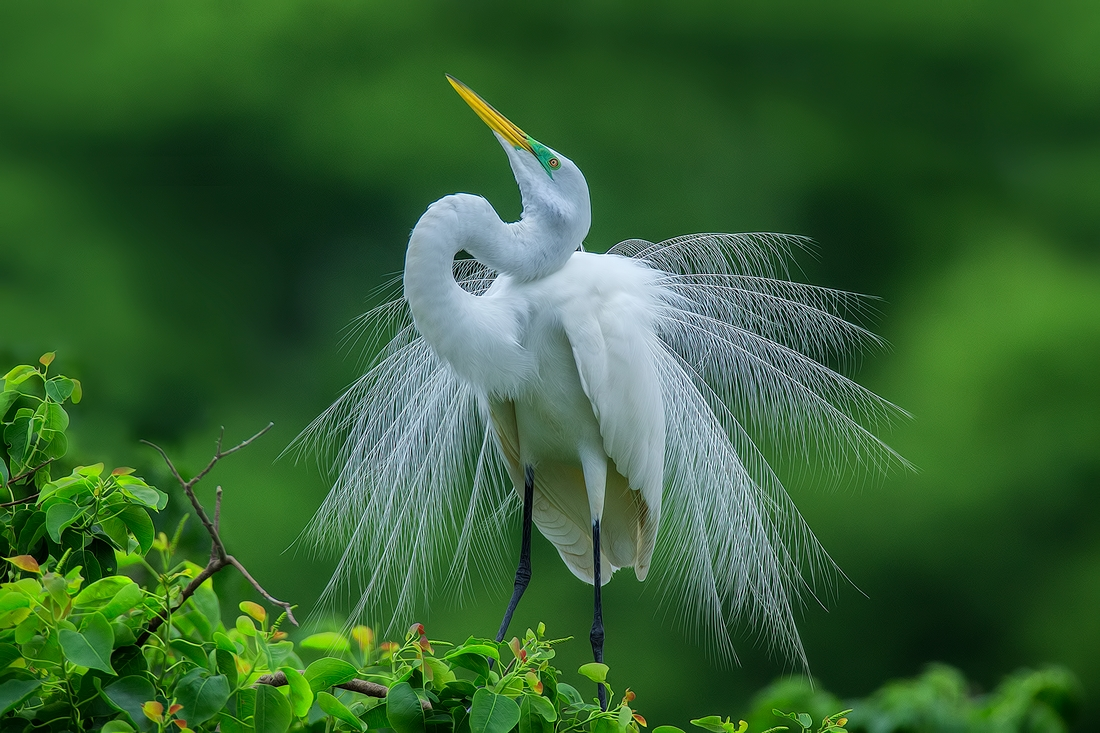
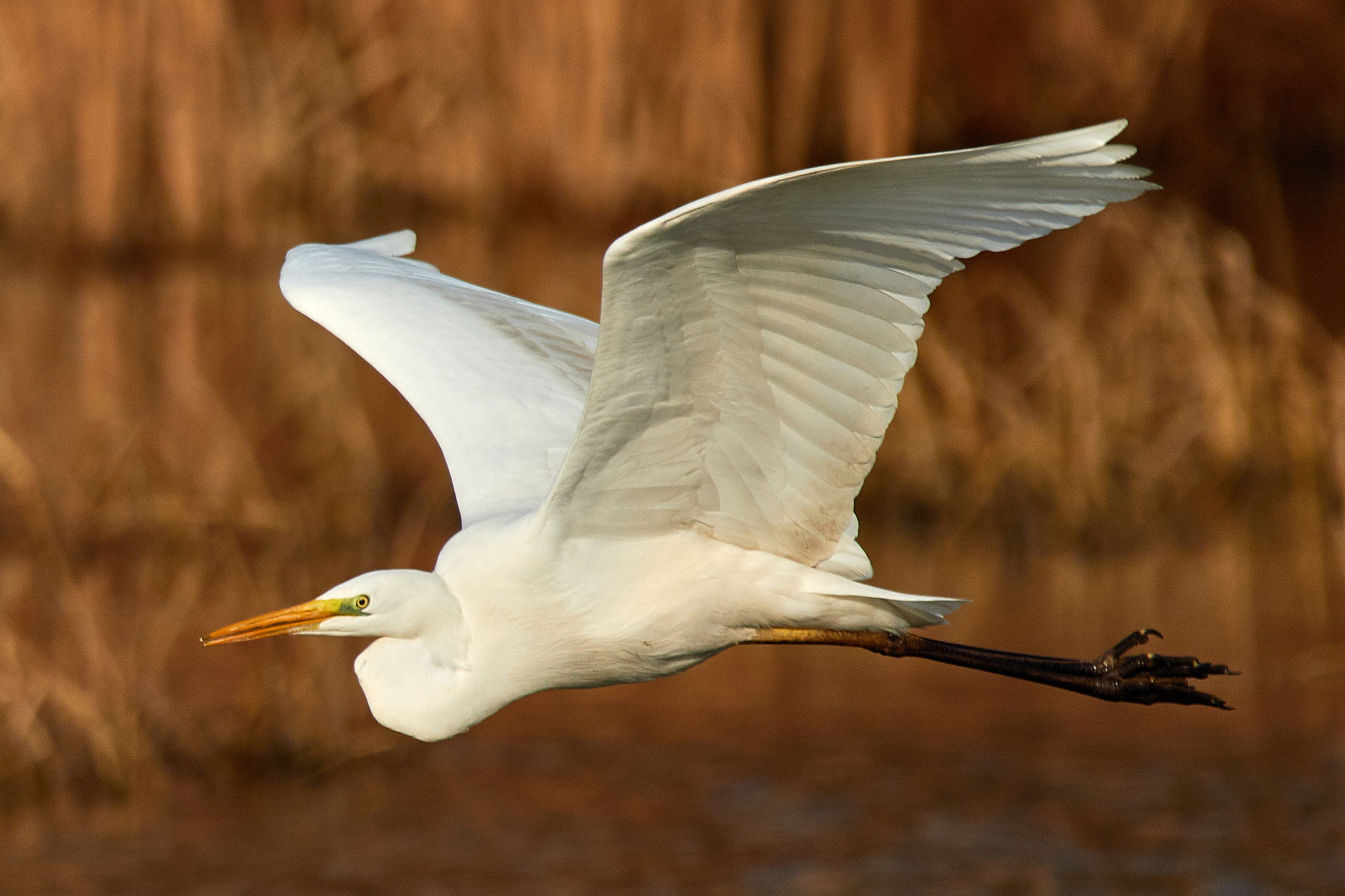
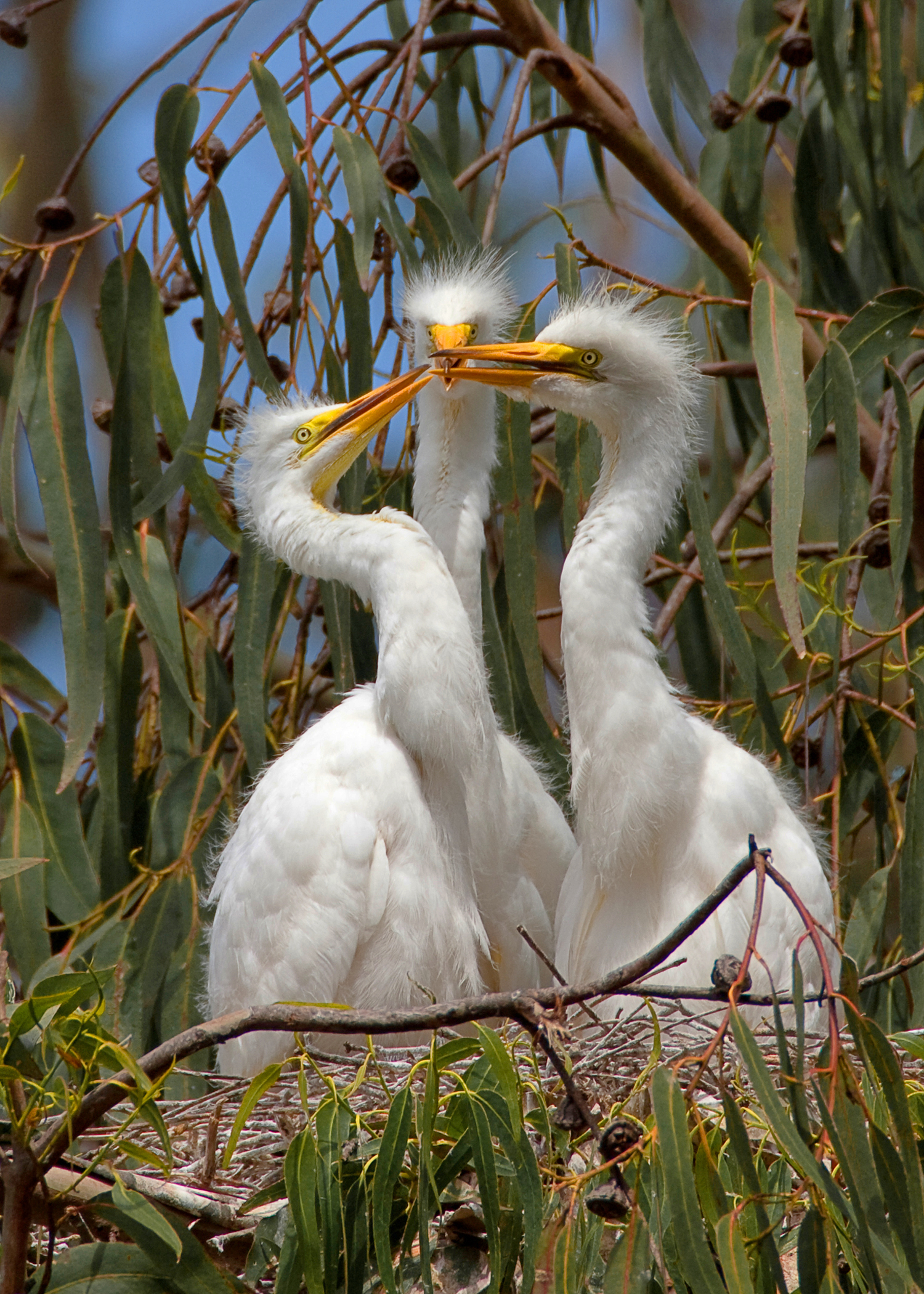
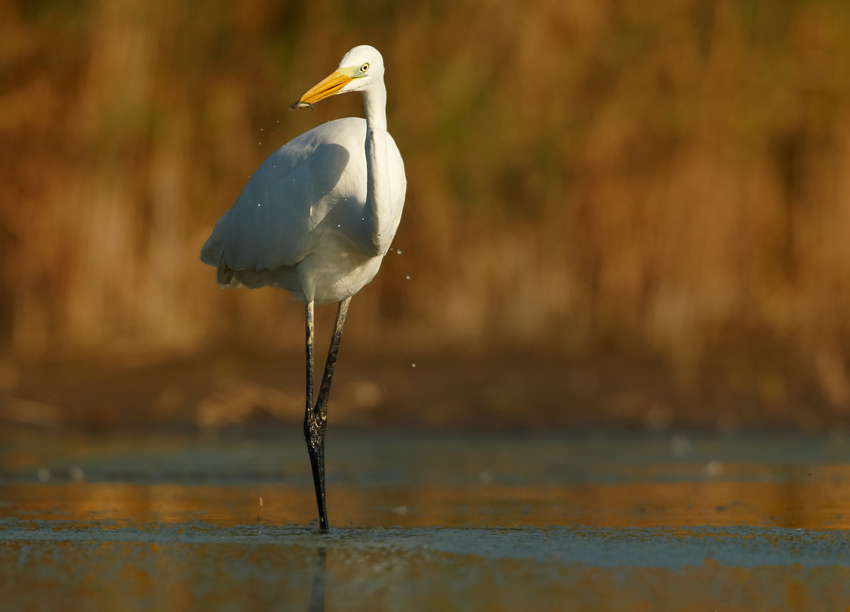
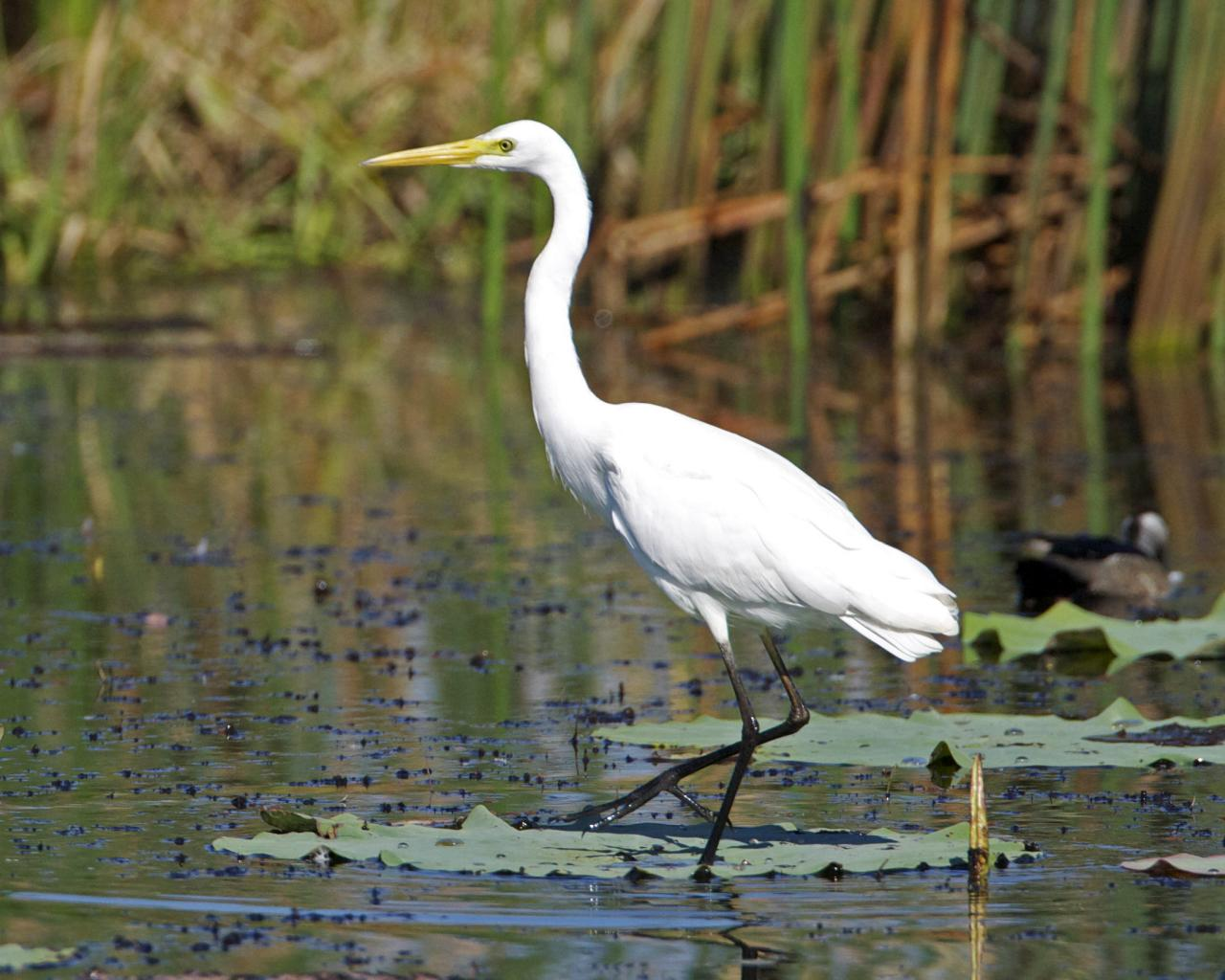
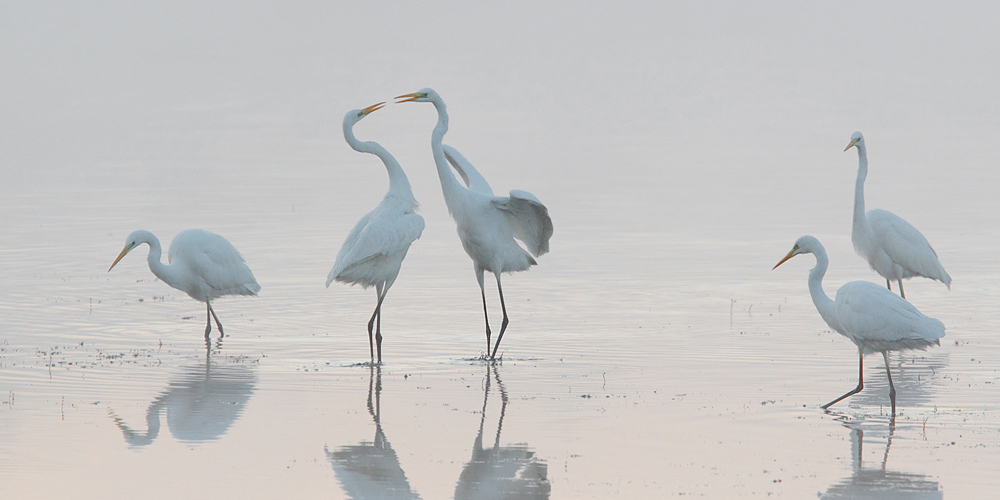